# Robert Sycz
Robert Sycz (født 15. november 1973 i Warszawa) er en polsk roer og dobbelt olympisk guldvinder.

## Karriere
Sycz begyndte med at ro letvægtssinglesculler, men selv om han opnåede ganske glimrende resultater, heriblandt en syvendeplads ved OL 1996 i Atlanta, tog karrieren først for alvor fart, da han i 1997 kom til at ro letvægtsdobbeltsculler sammen med Tomasz Kucharski. Det var en succes fra første sæson, da duoen blev verdensmestre samme år, en bedrift de gentog året efter.
Kucharski og Sycz blev regnet blandt favoritterne ved OL 2000 i Sydney, og de vandt da også sikkert både deres indledende heat og deres semifinale. I finalen lagde polakkerne sig i spidsen fra løbets begyndelse, og her blev de, så de sikrede sig guldet, mens italienerne Elia Luini og Leonardo Pettinari fik sølv og franskmændene Pascal Touron og Thibaud Chapelle bronze.
Kucharski og Sycz vandt derpå VM-sølv hvert af de tre følgende år, alle tre gange efter Luini og Pettinari. Disse to nationer var derfor blandt de helt store favoritter ved OL 2004 i Athen, men begge blev besejret i indledende heat (polakkerne af danskerne Mads Rasmussen og Rasmus Quist) og måtte dermed igennem opsamlingsheats, hvilket begge klarede. I semifinalerne blev italienerne overraskende elimineret, mens polakkerne vandt deres heat, og i finalen lagde de sig i spidsen fra start, og der blev de og sikrede sig et nyt sæt guldmedaljer, mens franskmændene Frédéric Dufour og Pascal Touron fik sølv og grækerne Vasilios Polymeros og Nikos Skiathitis fik bronze.
Kucharski og Sycz fortsatte med at ro sammen nogle år, men gik hver til sit inden OL 2008 i Beijing. Senere roede Sycz dobbeltsculler med en ny makker, inden han sluttede karrieren i letvægtsdobbeltfireren.